# Faculdade Vicentina
A Faculdade Vicentina é uma instituição de ensino superior privada e confessional localizada em Curitiba, no Paraná. 
Sua mantenedora é a Congregação da Missão que é uma entidade católica dos Padres Lazaristas que são popularmente conhecidos como Padres Vicentinos. Está situada no bairro São Francisco, na cidade de Curitiba no estado do Paraná. 
O início da instituição foi a partir da tradição do Instituto Vicentino de Filosofia. Teve sua autorização para funcionar no ano de 2006 através da Portaria do MEC de 01/11/2006 tendo sido publicado no D.O.U. de 03/11/2006. A instituição oferece cursos de graduação e de pós-graduação na modalidade lato sensu. A instituição está sob direção geral do Padre André Marmilicz CM e da direção acadêmica do professor Luiz Balsan.